# Superleague Handbal Masculin din Ucraina
Superleague Handbal Masculin din Ucraina  a fost fondată în 1992 și este condusă de Federația de handbal a Ucrainei (FHU).Înainte, echipele ucrainene jucau în campionatul URSS.În 1992, la scurt timp după prăbușirea Uniunii Sovietice, Ucraina a organizat propriul campionat  de handbal masculin.

### Superleague campioni
| - 1992 : CSKA Kiev (1) - 1993 : ZTR Zaporizhia (1) - 1994 : CSKA Kiev (2) - 1995 : ZTR Zaporizhia (2) - 1996 : Shakhtar-Academiya (1) - 1997 : Shakhtar-Academiya (2) - 1998 : ZTR Zaporizhia (3) - 1999 : ZTR Zaporizhia (4) - 2000 : ZTR Zaporizhia (5) - 2001 : ZTR Zaporizhia (6) | - 2002 : Shakhtar-Academiya (3) - 2003 : ZTR Zaporizhia (7) - 2004 : ZTR Zaporizhia (8) - 2005 : ZTR Zaporizhia (9) - 2006 : Portovyk Yuzhne (1) - 2007 : ZTR Zaporizhia (10) - 2008 : ZTR Zaporizhia (11) - 2009 : ZTR Zaporizhia (12) - 2010 : ZTR Zaporizhia (13) - 2011 : ZTR Zaporizhia (14) | - 2012 : Dynamo Poltava (1) - 2013 : HC Motor Zaporizhia (1) - 2014 : HC Motor Zaporizhia (2) - 2015 : HC Motor Zaporizhia (3) - 2016 : HC Motor Zaporizhia (4) - 2017 : HC Motor Zaporizhia (5) - 2018 : HC Motor Zaporizhia (6) |

## Palmares
| Rang | Club                | Campioni | Sezoane                                                                            |
| ---- | ------------------- | -------- | ---------------------------------------------------------------------------------- |
| 1    | ZTR Zaporizhia      | 14       | 1993, 1995, 1998, 1999, 2000, 2001, 2003, 2004, 2005, 2007, 2008, 2009, 2010, 2011 |
| 2    | HC Motor Zaporizhia | 6        | 2013, 2014, 2015, 2016, 2017, 2018                                                 |
| 3    | Șahtior-Academiya   | 3        | 1996, 1997, 2002                                                                   |
| 4    | CSKA Kiev           | 2        | 1992, 1994                                                                         |
| 5    | Portovyk Yuzhne     | 1        | 2006                                                                               |
| 5    | Dinamo Poltava      | 1        | 2012                                                                               |

## Legături externe
- Official website of the FHU
- Handball in Ukraine Arhivat în 22 martie 2019, la Wayback Machine.